# Manuelita
Manuelita es una empresa agroindustrial colombiana dedicada a la producción y comercialización de azúcar, etanol, aceite de palma, biodiésel, mejillones, camarones, frutas y verduras, aunque es conocida principalmente por el azúcar. Tiene su sede en Palmira, Valle del Cauca. 
En 2022 produjo 395.663 toneladas de azúcar y 9.65 millones de litros de etanol.

## Historia
En 1864, Santiago Eder, un inmigrante de los que hoy es Letonia, adquirió dos fincas La Rita y La Manuelita en Palmira, en ese entonces producía café, algodón y caña de azúcar. 
En 1901, fue tecnificada bajo el nombre de La Manuelita; sus dueños son los empresarios de la familia Eder, de origen británico-letón, una de las familias más importantes del Valle del Cauca.
En 1940, inicia su proceso de expansión con la compra de Ingenio Central del Tolima y el Ingenio del Cauca en 1966.
En 1986, inicia su proceso de diversificación, adquiere la  Hacienda el Yaguarito en Meta, se crea Manuelita Aceites. Una filial dedicada a al procesamiento de la palma aceitera.
En 1987, adquirió la productora de camarones C.I. Oceanos en Cartagena
En 1998, inicia su proceso de internacionalización, adquiere Agroindustrial Ladero en la ciudad de Trujillo (Perú).
En 2007, Empieza la producción de Uvas en Ica, Perú. Y de mejillones en Puerto Montt, Chile.